# Gliptoteca de Munique
A Gliptoteca, ou Glyptothek, é um museu de Munique, na Alemanha, dedicado à preservação de um acervo de arte escultórica que pertenceu ao rei Luís I da Baviera.

## Histórico

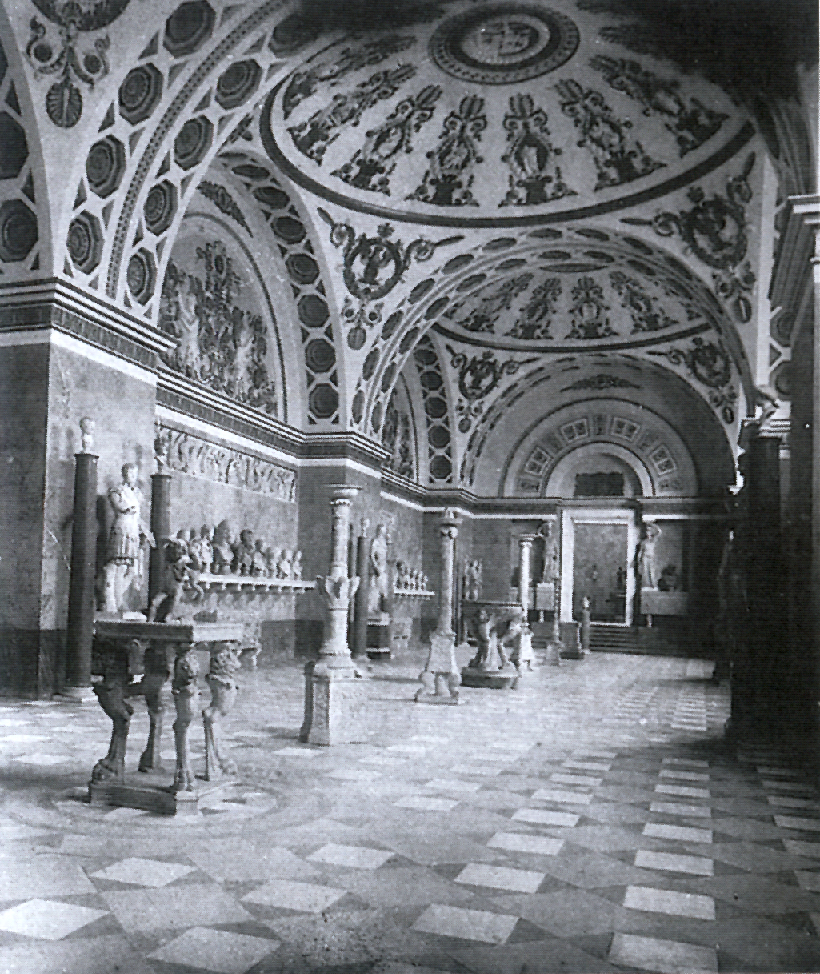
Interior da Gliptoteca em 1900

A construção da Gliptoteca foi encomendada pelo príncipe da coroa Luís como um monumento à Grécia Antiga. Ele havia sonhado com uma Atenas alemã, onde aquela cultura seria lembrada. 
O edifício foi desenhado por Leo von Klenze em estilo neoclássico, e erguido entre 1816 e 1830, na Königsplatz, projetada também por Klenze e com colaboração de Karl von Fischer em 1815, e mais tarde remodelada no estilo de um fórum, com a Gliptoteca no lado norte. A decoração do prédio contou com a participação de pintores como Peter von Cornelius e Wilhelm von Kaulbach.
A coleção foi grandemente ampliada entre 1806 e 1830, ano de sua inauguração, mediante aquisições em vários locais da Europa e Oriente. 
Na II Guerra Mundial o prédio sofreu danos e os afrescos decorativos não sobreviveram, sendo substituídos por um reboco simples em sua reabertura em 1972. Igualmente a Sala Assíria construída por Klenze em 1864 não foi recuperada, e os relevos que continha, incluindo os do palácio de Assurbanípal II e um leão do Porta de Ishtar da Babilônia, foram removidos para a Coleção Estatal de Arte Egípcia (Staatliche Sammlung für Ägyptische Kunst).

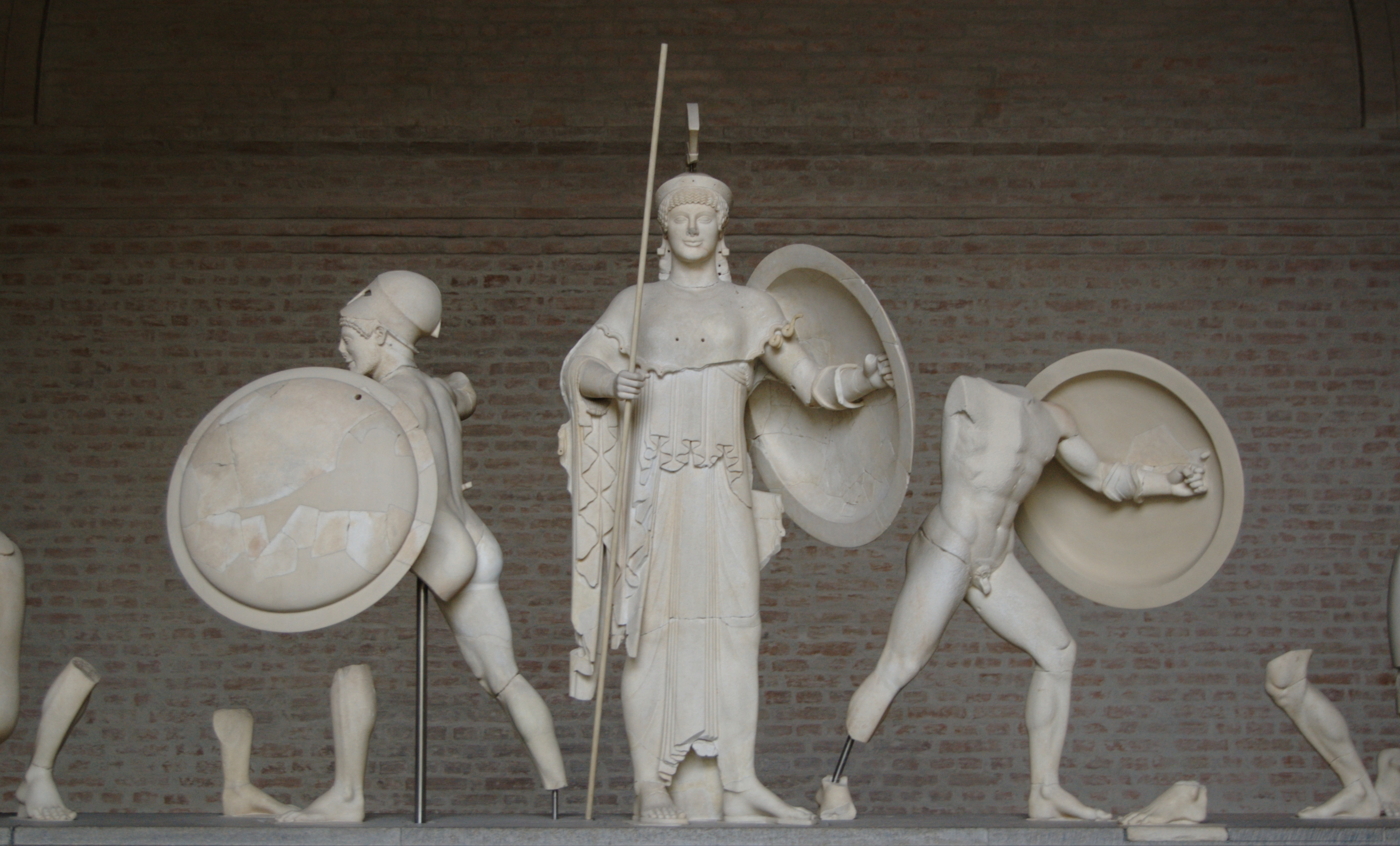
Fragmento do pedimento do templo de Aphaia

O museu foi concebido em um estilo derivado do classicismo greco-italiano. O pórtico é jônico, com paredes contendo nichos para estatuária grega e romana. O interior tem tetos em cúpula. Originalmente era todo de mármore, mas com os estragos da guerra sua reconstrução não seguiu o modelo primitivo, sendo bastante simplificado.

## Acervo

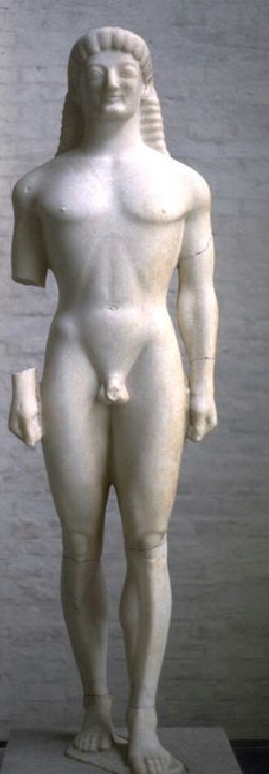
O Apolo de Tenea

A coleção da Gliptoteca inclui esculturas que datam desde a era arcaica (c. 650 a.C.) até o período romano (c. 400 d.C.). Abrange desde esculturas até mosaicos, passando por peças em terracota, relevos e bronzes.
Entre sua peças mais importantes arcaicas está o kouros chamado Apolo de Tenea (c. 540 a.C.), proveniente da Ática, e as duas séries de figuras do templo de Afaia em Egina. Do período clássico se destacam a Medusa Rondanini, a Afrodite Braschi, o grupo de Sileno e Dionísio, e uma série de estelas funerárias e outros fragmentos de estátuas.
A fase helenística é representada pela Velha embriagada, o Fauno Barberini, um belo torso de Níobe, um torso de Mársias pendurado à árvore, e estátuas de Ártemis e de uma Musa, e vários outros exemplares. Obras romanas notáveis são as duas versões do Sátiro repousando de Praxíteles, vários bustos de imperadores (como o excelente Augusto Bevilacqua), personalidades e filósofos, além de mosaicos e sarcófagos com decoração esculpida.

## Outras imagens

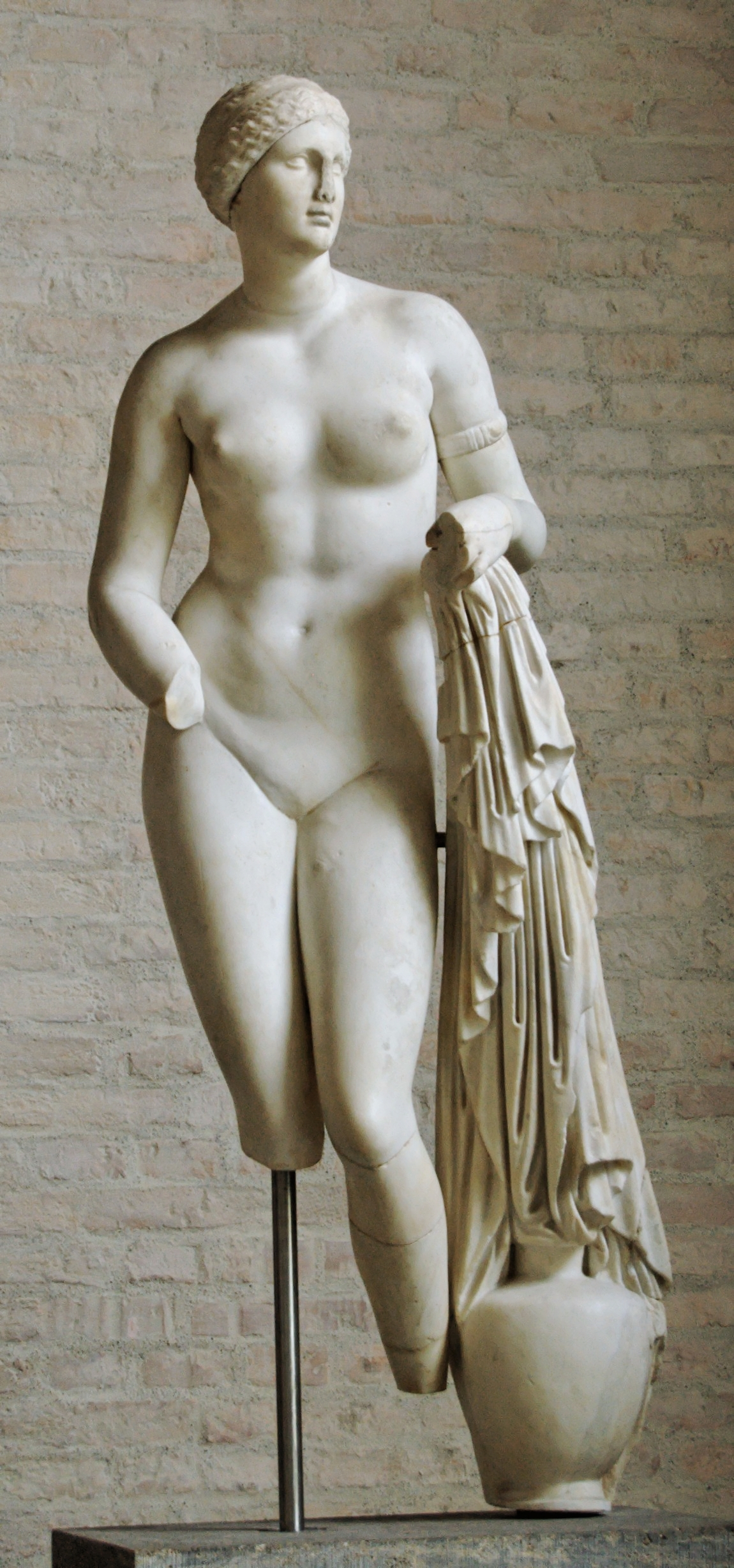
Afrodite Braschi
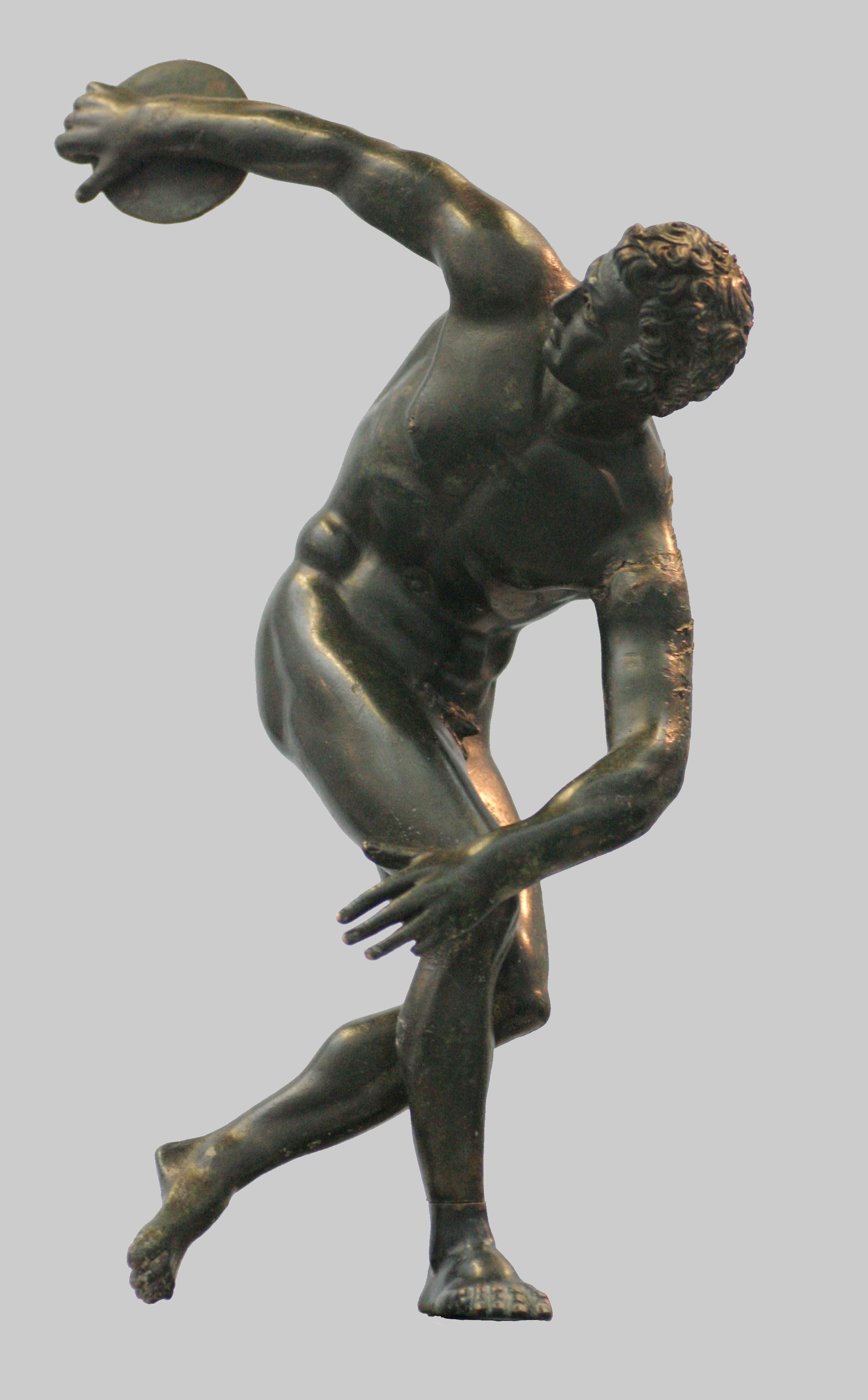
Discóbolo
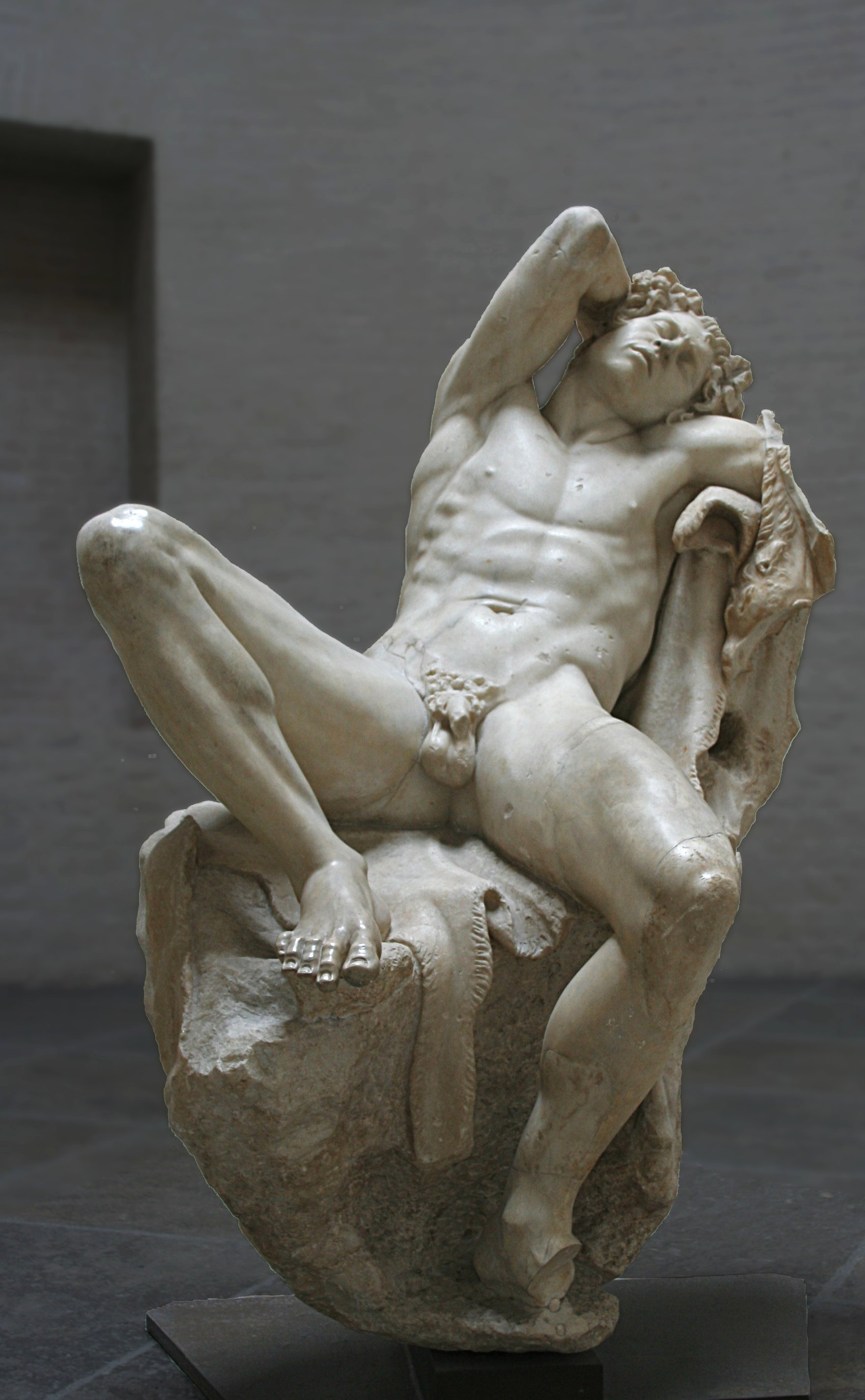
Fauno Barberini
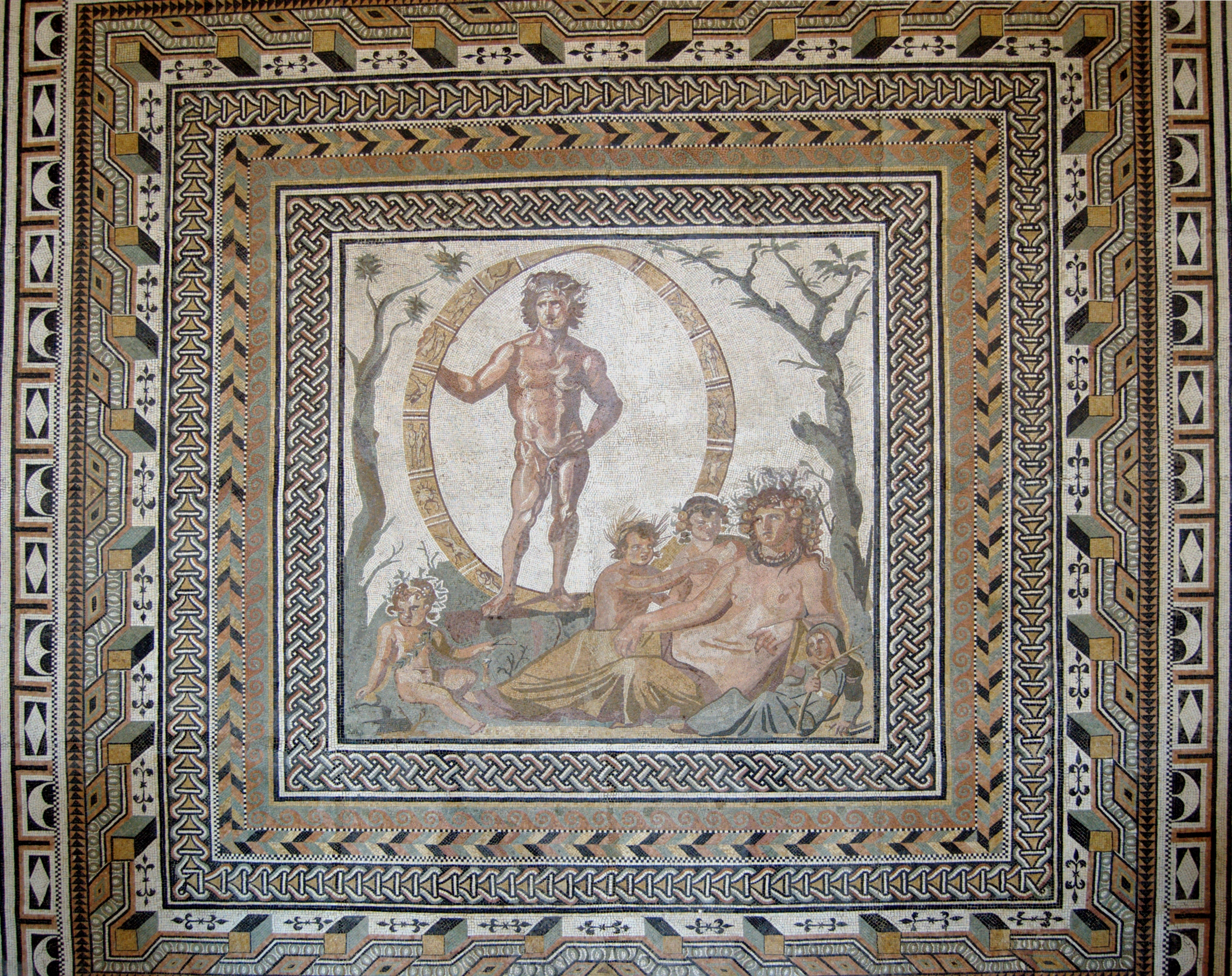
Mosaico romano